# Gran Mezquita de Gardaya
La Gran Mezquita de Gardaya (en árabe: الجامع سيدي غانم‎) es la mezquita más antigua de la ciudad de Gardaya, situada al norte del desierto argelino. Data de la fundación de la ciudad en el siglo XI y es famosa por su arquitectura. Es una de las mezquitas históricas más importantes de Argelia y es emblemática de la región de M'zab.
Apodada "el faro espiritual", la Gran Mezquita de Gardaya es un punto de referencia esencial en Gardaya y sus alrededores, y ha desempeñado históricamente las funciones de fortificación, escuela, ayuntamiento y tribunal.

## Historia
La Gran Mezquita fue fundada al mismo tiempo que el ksar (fortaleza) de Gardaya, en 1048, por notables mozabitas como el jeque Mohamed Benyahia y el jeque Youcef Benyoumer. La ciudad de Gardaya se construyó entonces en torno a la mezquita.
En el SXVI, bajo el jeque Ammi Said, se amplió la mezquita.
A lo largo de su historia, la mezquita ha desempeñado un papel esencial en la región de Gardaya. En efecto, desempeña a la vez el papel de lugar de enseñanza religiosa, de ayuntamiento y también de tribunal para juzgar los litigios según la ley del Islam (sharía).

## Arquitectura
Enclavada en el punto más alto del valle de M'Zab, la Gran Mezquita de Ghardaïa es famosa por su arquitectura adaptada al desierto y su capacidad para adaptarse a las necesidades de la población urbana.
Tiene dos minaretes. El más imponente, de 23 metros de altura, se construyó en siglo XVI. Actúa como una torre de vigilancia.
El segundo alminar, más pequeño, de apenas seis metros, data de la fundación de la mezquita.
La mezquita cuenta con dos salas de oración y salas de enseñanza (llamadas majlis por los mozabitas).